# Complesso dei castelli di Vilnius
Il complesso dei castelli di Vilnius (in lituano: Vilniaus pilių kompleksas o Vilniaus pilys) è un gruppo di strutture di interesse culturale e storico situato sulla riva sinistra del fiume Neris, vicino alla sua confluenza con il fiume Vilnia, a Vilnius, in Lituania. Gli edifici, risalenti variamente al X-XVIII secolo, costituirono uno dei principali complessi difensivi del Paese baltico.
Si contavano in origine tre castelli: quello Superiore, quello Inferiore e quello "Storto" (in lituano: Kreivoji pilis). Quest'ultimo venne bruciato dai cavalieri teutonici nel 1390 e mai più ricostruito. Le fortificazioni subirono diversi assedi dell'ordine teutonico dopo il 1390, il quale non riuscì in nessuna occasione a prendere possesso dell'intero complesso. Il primo a riuscirci fu il Regno russo nel corso della battaglia di Vilnius del 1655. Poco dopo i castelli, gravemente danneggiati, persero la loro importanza e molti edifici furono abbandonati. Nel corso dell'annessione zarista avvenuta a seguito delle spartizioni della Polonia, si procedette alla demolizione dei vari edifici storici; molti altri subirono danni durante la costruzione della fortezza nel XIX secolo.
Oggi, la torre di Gediminas resta uno dei principali simboli della città di Vilnius e della nazione stessa. Ogni anno, il 1º gennaio, il tricolore lituano viene issato sull'edificio per commemorare la Giornata della bandiera. Il complesso fa parte del museo nazionale della Lituania, uno dei più grandi del paese.

## Storia del castello superiore
Una parte del complesso costruita sulla collina è divenuta nota come "castello superiore". Il rilievo, conosciuto come collina di Gediminas, è alto circa 48 metri e lungo circa 160.
I dati archeologici evidenziano che il sito è stato occupato sin dal Neolitico. La collina fu rafforzata con mura difensive in legno fortificate con la pietra nel IX secolo. Intorno al X secolo fu costruito un castello in legno e, dal XIII secolo circa, la collina è stata circondata da mura di pietra con delle torri. Durante il regno di Gediminas, Vilnius divenne la capitale del Granducato; nel 1323 il castello fu migliorato e ampliato.

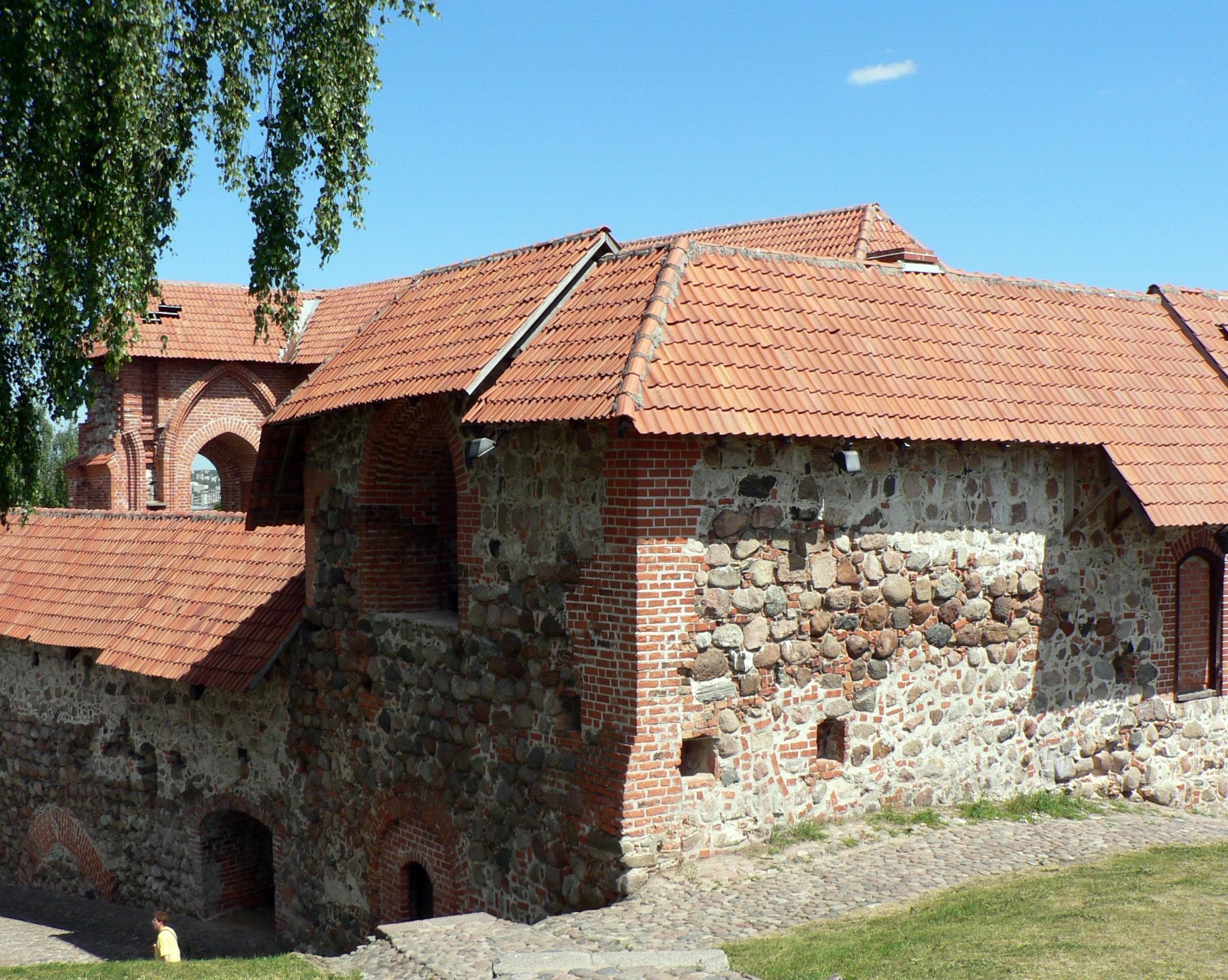
Resti del mastio del castello superiore

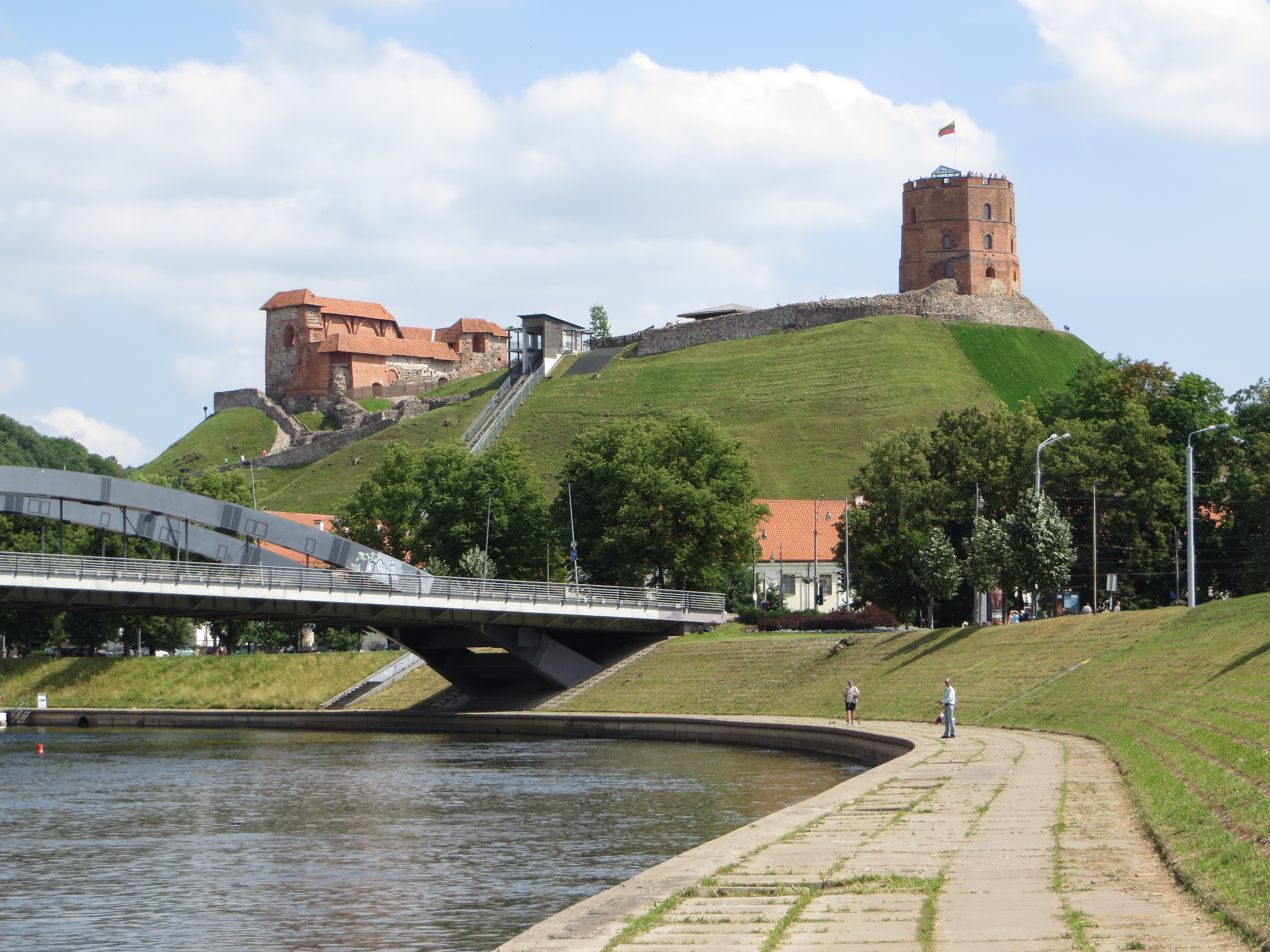
Resti del castello superiore

La Lituania pagana rimase in guerra con gli ordini cristiani per più di due secoli: la crociata avviata allo scopo di convertire gli abitanti del Granducato si proponeva inoltre di conquistare la Lituania. Quando Vilnius gradualmente assunse un ruolo di spicco tra gli insediamenti più grandi dello stato, essa divenne un obiettivo militare primario. Il complesso del castello fu infatti attaccato dall'ordine teutonico nel 1365, 1375, 1377, 1383, 1390, 1392, 1394 e 1402, ma mai completamente occupato. Gli assalti più pericolosi avvennero per mano dei marescialli Engelhard Rabe von Wildstein e Konrad von Wallenrode nel 1390, quando la guerra civile lituana (1389-1392) tra Vitoldo e suo cugino Jogaila era ancora in corso. Molti nobili dell'Europa occidentale parteciparono a questa campagna militare, tra cui Enrico, Duca di Hereford, il futuro re Enrico IV d'Inghilterra, alla guida di 300 uomini, e i cavalieri di Livonia, comandati dal loro Gran maestro. Talvolta ad affiancarsi ai crociati fu anche Vitoldo, avendo stretto un'alleanza con loro per proseguire il suo percorso di ottenimento del titolo di granduca di Lituania e dei suoi possedimenti sottratti.

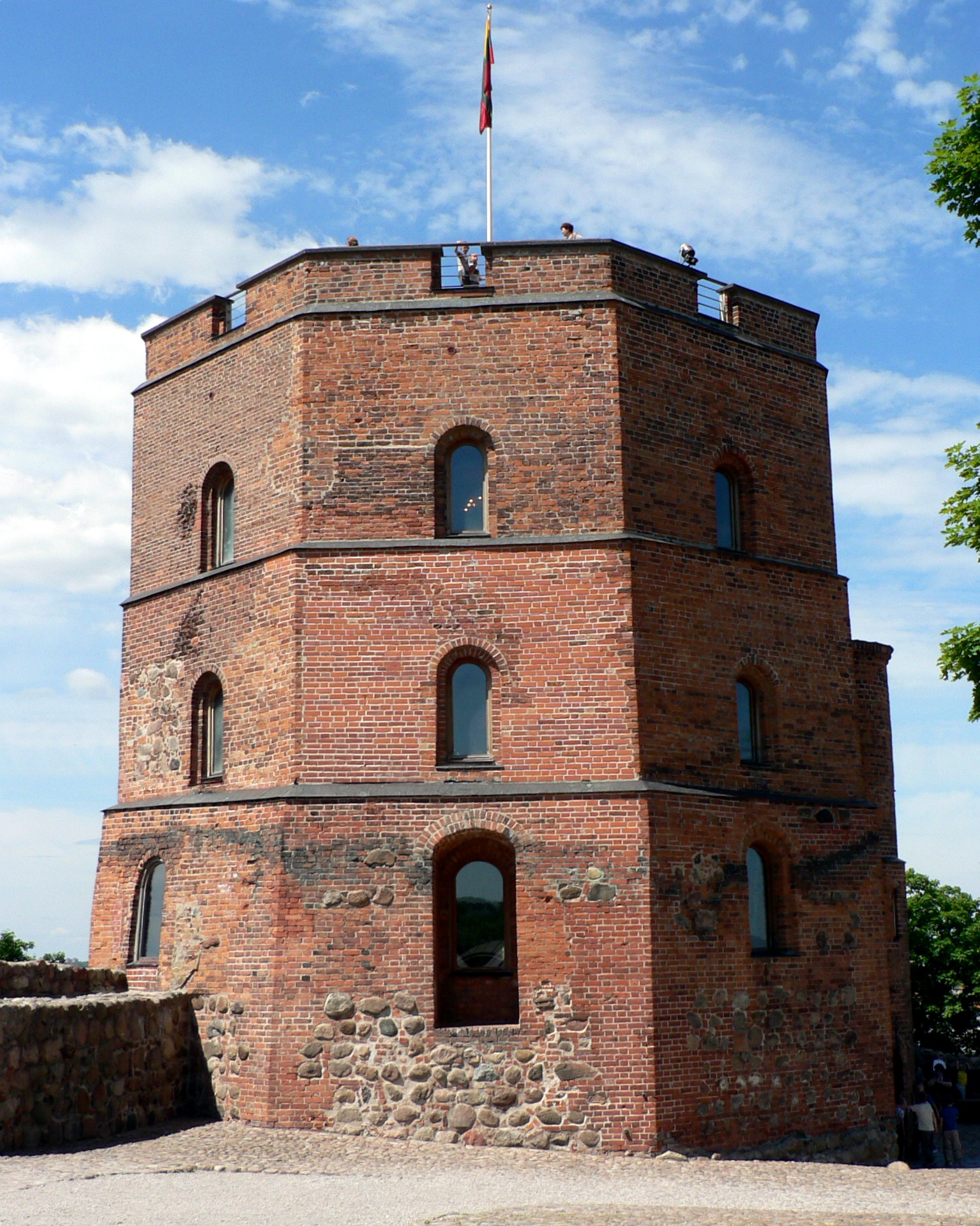
Parte rimanente della torre del castello superiore

Al momento dell'attacco del 1390, il complesso era costituito da tre sezioni: il castello superiore, quello inferiore e quello storto. I cavalieri teutonici riuscirono a prendere e distruggere il terzo dell'elenco, situato sulla cosiddetta Collina Brulla (in lituano: Plikasis kalnas), ma non riuscirono a espugnare gli altri. Durante l'attacco del 1394, le costruzioni di Vilnius furono assediate per più di tre settimane e una delle torri di difesa fu danneggiata: i resti caddero nel fiume Neris.
La guerra civile tra Vitoldo e Jogaila cessò con l'accordo di Astrava del 1392 e Vitoldo assunse la nomina di granduca. Durante il suo regno, il castello superiore subì i maggiori interventi di restauro. Infatti, dopo un grande incendio nel 1419, Vitoldo incoraggiò la realizzazione di alcune edifici di servizio del complesso e della parte distrutta della fortificazione. I resti oggi visibili risalgono a quest'epoca. Vitoldo trascorse circa quattro anni con l'ordine teutonico durante la guerra civile, avendo l'opportunità di studiare l'architettura dei castelli tedeschi e di adottare alcuni dei loro elementi nella sua residenza a Vilnius.

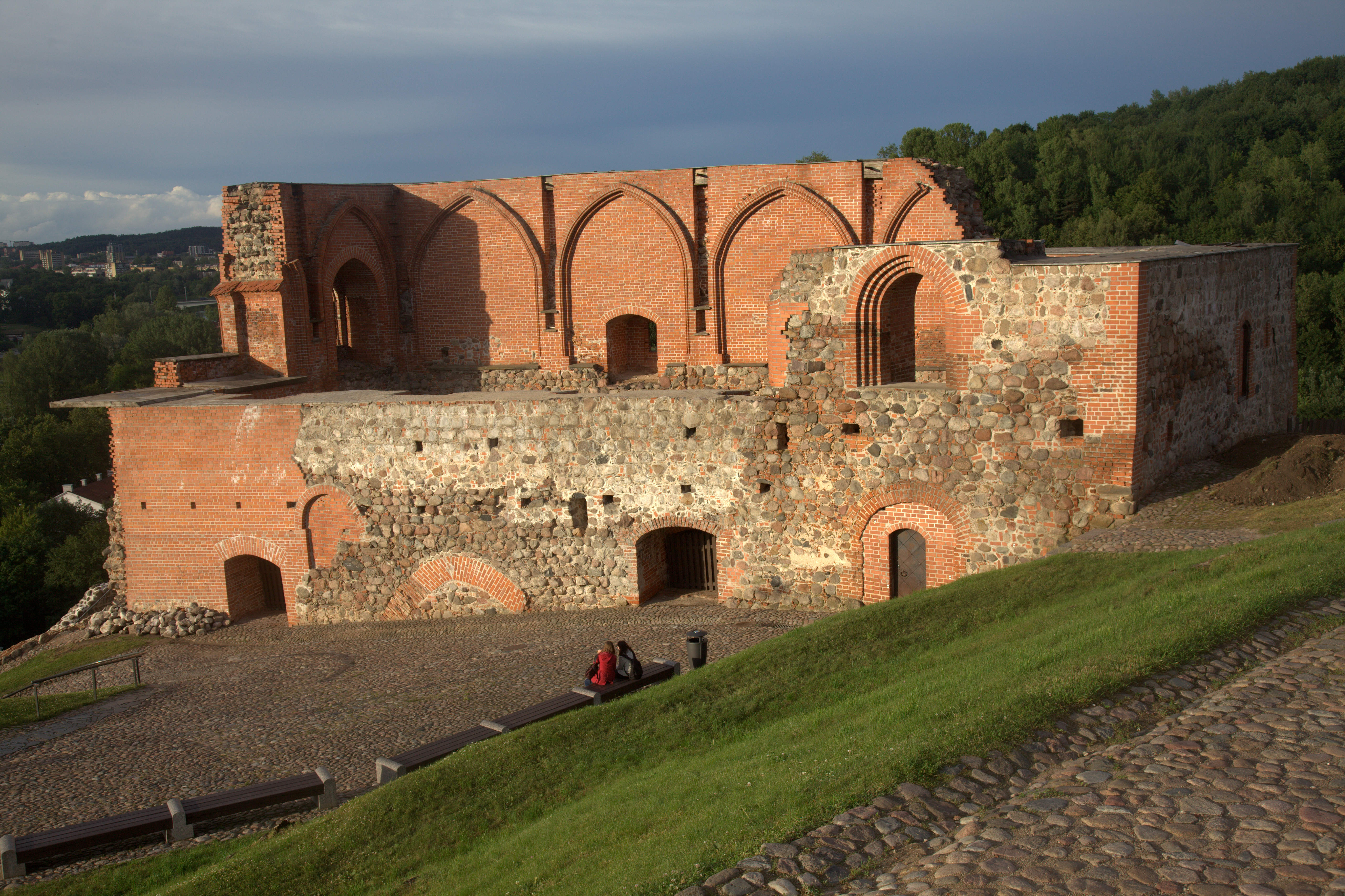
I resti del mastio

Il castello superiore fu ricostruito in stile gotico con tegole dipinte in verde sul tetto. La sala del mastio, situata al secondo piano, risultava la più grande (10x30 m) del complesso, un po' più piccola della sala del Palazzo del Gran maestro (15x30 m) localizzata a Marienburg, ma invece molto più grande della sala del Palazzo del Duca nel castello dell'isola di Trakai (10x21 m). La ricostruzione del castello terminò nel 1422: si era pianificata la cessazione dei lavori in vista dell'incoronazione di re Vitoldo il Grande nel castello, ma la corona fu intercettata dal cugino e quest'ultimo impedì che il da lui temuto evento avvenisse.
Dopo il XVI secolo, il castello superiore non fu più mantenuto (ad eccezione di qualche piccola modifica per adeguarsi alle innovazioni giunte dall'Europa occidentale) né subì interventi di restauro. Fino all'inizio del XVII secolo, nella struttura si trovava una prigione per nobili, usata come fortezza per l'ultima volta durante l'invasione dei russi nel 1655, quando per la prima volta nella storia lituana, un esercito straniero conquistò l'intero complesso. Sei anni dopo, l'esercito polacco-lituano riuscì a riconquistare Vilnius e i castelli, non intervenendo in alcun modo per salvaguardare la salute delle fortificazioni difensive.
Il complesso subì gravi danni durante le guerre mondiali. Ad oggi, rimane in piedi solo la torre occidentale, conosciuta come torre di Gediminas, uno dei simboli di Vilnius e della Lituania. Sopravvivono inoltre solo pochi resti del mastio e di altre torri.

## Storia del castello inferiore
Prima del XIII secolo, esistevano delle strutture in legno che furono rimpiazzate da mura difensive e torri nel XIII-XIV. Le uniche strutture che rimangono intatte sono quelle del castello inferiore.
I due edifici principali del castello inferiore sono il palazzo reale e la cattedrale di Vilnius.

### Palazzo granducale

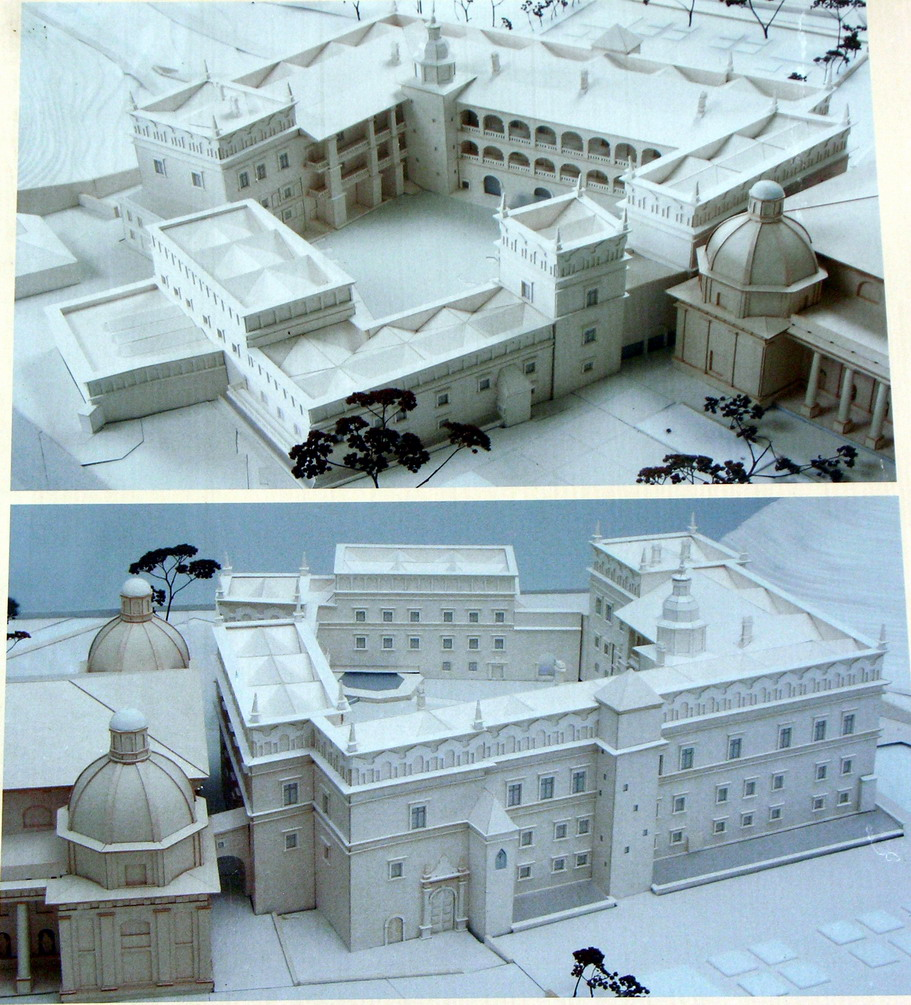
Modello del palazzo granducale

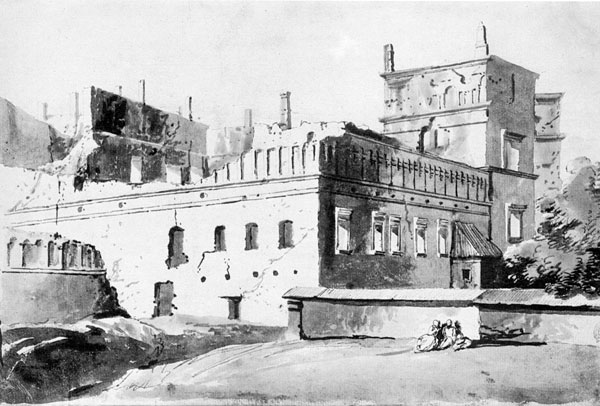
Rovine del palazzo ducale, disegnato alla fine del XVIII secolo

Il palazzo granducale nel castello inferiore subì diversi interventi nel corso degli anni e visse la sua fase migliore durante il XVI e la metà del XVII secolo. Per quattro secoli il palazzo fu il centro politico, amministrativo e culturale del Granducato di Lituania.
Nel XIII e XIV secolo si ergevano strutture in pietra all'interno del sito; alcuni archeologi ritengono che vi fosse una rudimentale costruzione in legno. Il palazzo reale in pietra fu costruito nel XV secolo, verosimilmente dopo il grande incendio del 1419. Gli edifici esistenti in pietra e le strutture difensive del castello inferiore, che ne rallentavano la costruzione, furono demoliti. Il palazzo reale fu costruito in stile gotico e contava tre ali; la ricerca suggerisce che fosse un edificio a due piani con un seminterrato.
Il granduca di Lituania Alessandro, in seguito divenuto re di Polonia, trasferì la sua residenza al palazzo reale, dove incontrò gli ambasciatori: ordinò inoltre l'inizio dei lavori di ristrutturazione e, dopo il suo matrimonio con una figlia del granduca di Mosca Ivan III, Elena di Mosca, la coppia reale visse e morì in tale residenza.
Sigismondo I il Vecchio, acquisito il potere nel Granducato di Lituania, esercitò le sue attività agendo dal palazzo reale e dalla cattedrale di Vilnius. Durante il suo regno, seguirono nuovi ampliamenti, finalizzati a soddisfare le nuove esigenze del granduca: si aggiunse un'altra ala e un terzo piano, così come si ampliarono i giardini esterni. Secondo i resoconti contemporanei il palazzo valeva 100.000 ducati. A supervisionare i lavori fu probabilmente l'architetto italiano Bartolomeo Berecci, il quale curò anche diversi altri progetti nel Regno di Polonia. In questo palazzo Sigismondo il Vecchio accolse un emissario del Sacro Romano Impero, che presentò l'uomo a Bona Sforza, sua seconda moglie, nel 1517.
Il figlio di Sigismondo, Sigismondo II Augusto, fu incoronato granduca di Lituania nel palazzo reale. Augusto proseguì le attività di ampliamento e vi visse con la prima moglie Elisabetta d'Austria, figlia dell'imperatore del Sacro Romano Impero: la donna fu poi sepolta nella cattedrale di Vilnius. Nel palazzo visse anche la seconda consorte, Barbara Radziwiłł. Secondo i resoconti coevi dell'emissario della Santa Sede, la residenza granducale a quel tempo conteneva più tesori del Vaticano. Sigismondo II si preoccupò inoltre di costituire una delle più grandi collezioni di testi in Europa.
Le ristrutturazioni in stile rinascimentale avvennero nel XVI secolo: ad essere incaricati furono di nuovo diversi architetti italiani, tra cui Giovanni Cini da Siena, Bernardino de Gianotis Zanobi e altri. Il palazzo fu visitato da Ippolito Aldobrandini, divenuto poi papa Clemente VIII. Un altro importante sviluppo ebbe luogo durante il regno del casato di Vasa: ammodernamenti secondo gli schemi barocchi avvennero infatti con il placet di Sigismondo III Vasa. Matteo Castello, Giacopo Tencalla e altri artisti si presero cura del restauro del XVII secolo.

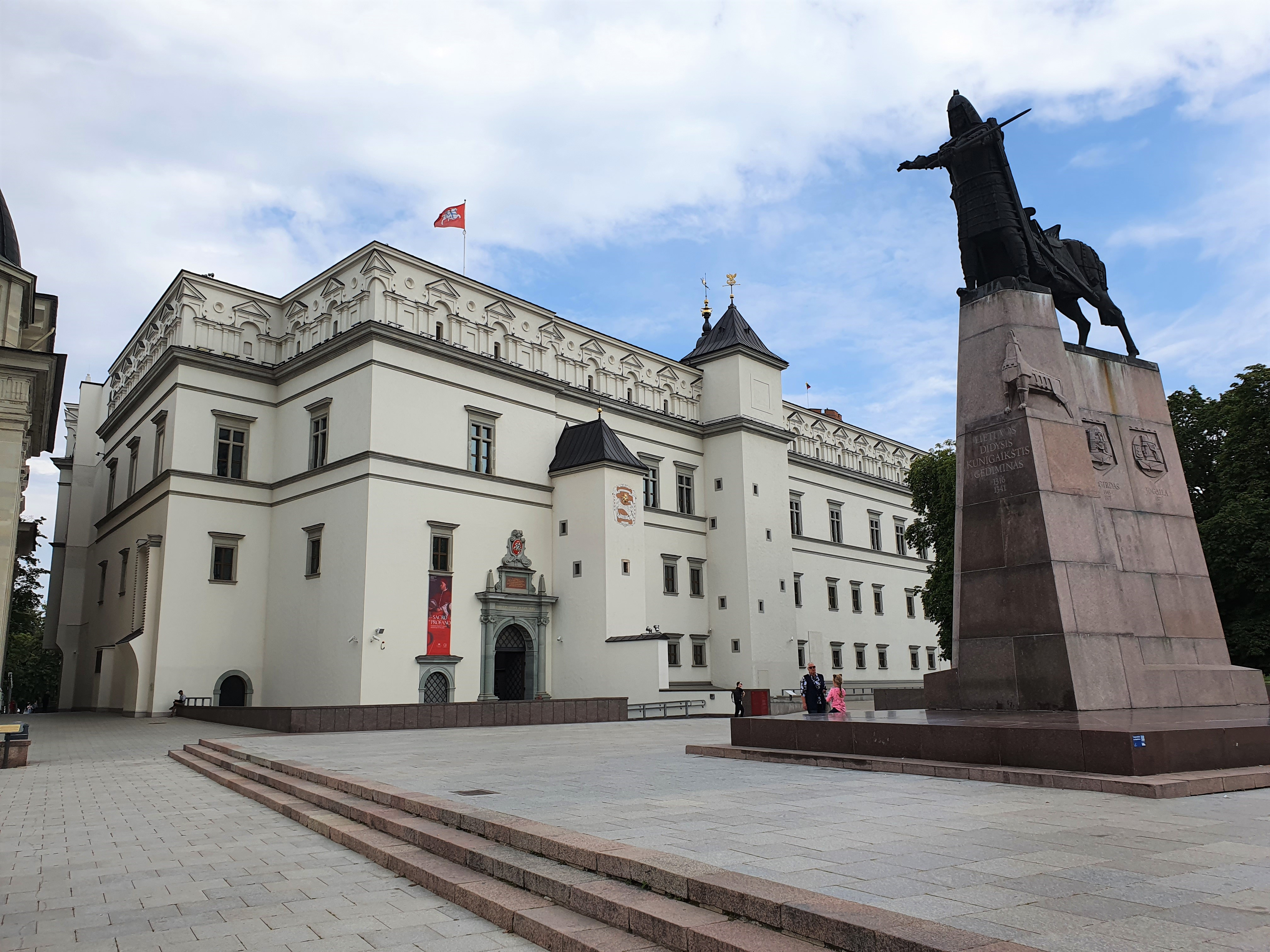
Palazzo granducale con il monumento di Gediminas

Durante il regno di Vasas, nel palazzo si tennero diverse cerimonie importanti, tra cui il matrimonio del duca Giovanni, in seguito divenuto re Giovanni III di Svezia, e la sorella di Sigismondo Augusto Caterina. La prima opera in Lituania andò in scena in loco nel 1634, diretta da Marco Scacchi e Virgilio Puccitelli.
Dopo l'attacco russo del 1655, lo stato iniziò a indebolirsi, con effetti negativi anche sul complesso dei castelli di Vilnius. Il palazzo fu gravemente danneggiato dal conflitto e i suoi tesori saccheggiati. Dopo la riconquista dell'odierna capitale lituana nel 1660-1661, l'edificio non era più un'idonea residenza statale e rimase abbandonato per circa 150 anni. Alla fine del XVIII secolo, dopo la scomparsa della Confederazione polacco-lituana, diverse famiglie scelsero di stanziarsi in alcune parti del palazzo in rovina. Subito dopo che il Granducato di Lituania fu incorporato nell'Impero russo, i funzionari zaristi ordinarono la demolizione delle restanti sezioni della residenza reale: le demolizioni cessarono quasi del tutto all'inizio del XIX secolo. I mattoni del vecchio edificio vennero venduti nel 1799 a un commerciante di Kremenčuk.
Il Seimas (Parlamento lituano) ha approvato una legge nel 2000 che stabilì la ricostruzione della residenza per le cerimonie volte a commemorare i mille anni dalla prima menzione del nome della Lituania nel 2009.

### Cattedrale di Vilnius

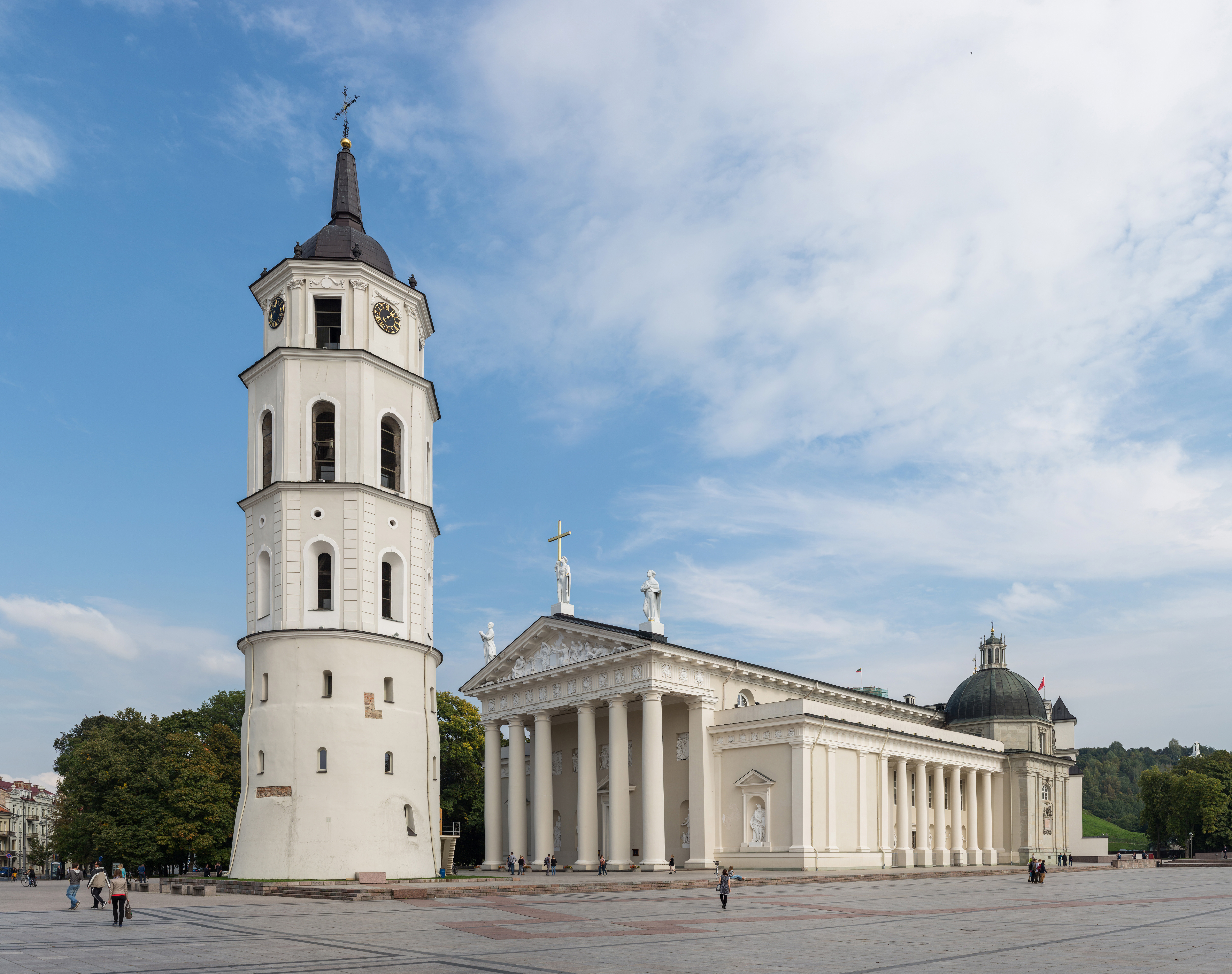
Cattedrale di Vilnius

Il palazzo granducale e la cattedrale di Vilnius hanno entrambi fatto parte del complesso trovandosi in una posizione ravvicinata nel corso dei secoli, ma i due edifici hanno storie diverse.
Un filone storiografico sostiene che, in epoca precristiana, il dio pagano Perkūnas veniva adorato in un tempio nel luogo situato nella valle di Šventaragis. Taluni propongono inoltre che il re di Lituania, Mindaugas, costruì la cattedrale originale nel 1251 di concerto con i termini della sua incoronazione concessi dalla Santa Sede. Dopo la morte di Mindaugas nel 1263, la cattedrale tornò ad essere un luogo di culto delle divinità tradizionali.
Nel 1387, l'anno in cui la Lituania si convertì formalmente al cristianesimo, fu costruita una seconda cattedrale gotica con cinque cappelle. Nel 1419 questa fu bruciata e, al suo posto, Vitoldo costruì un edificio religioso sempre in stile gotico più grande. Nel 1522 la cattedrale fu rinnovata e le fonti scritte menzionarono per la prima volta la presenza di un campanile, il quale rimpiazzò una torre difensiva del castello inferiore rilassante al XV secolo. Dopo un incendio nel 1530, la cattedrale fu nuovamente ricostruita e dal 1534 al 1557 furono aggiunte altre cappelle e cripte: fu durante tale periodo che la cattedrale acquisì caratteristiche architettoniche legate al Rinascimento. A seguito di un ulteriore incendio verificatosi nel 1610, si procedette a ricostruirla con l'aggiunta di due torri anteriori: si sarebbe trattato del primo di una lunga serie di interventi.

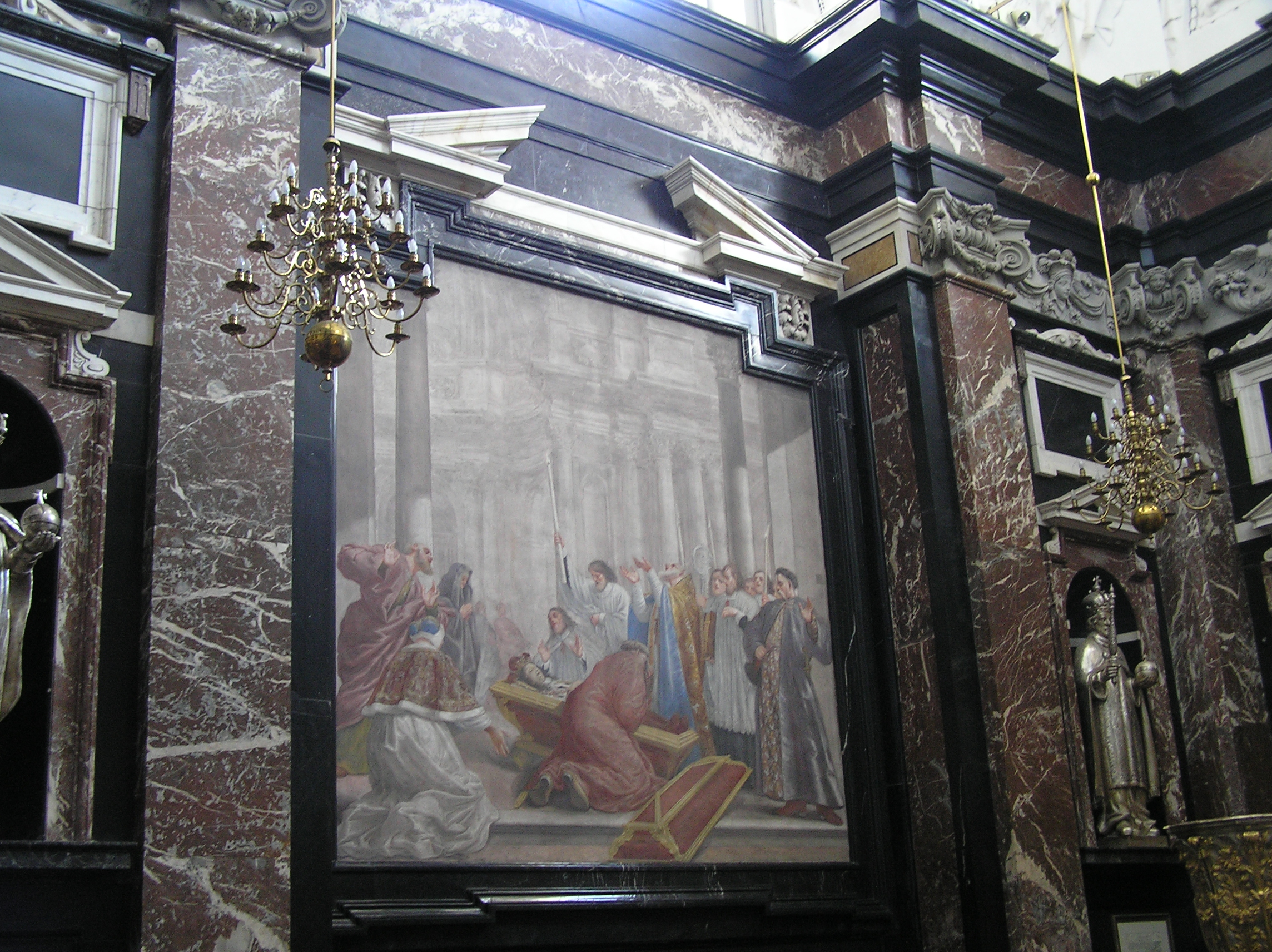
Cappella dedicata a San Casimiro

Nel 1783 la cattedrale fu ricostruita seguendo il progetto di Laurynas Gucevičius in stile neoclassico e la chiesa acquisì la sua precisa forma quadrangolare: tale pianta è sopravvissuto fino ai giorni nostri. Tra il 1786 e il 1792 sul tetto furono collocate tre sculture: quella di San Casimiro a sud, di San Stanislao a nord e di Sant'Elena al centro. Le sculture furono rimosse nel 1950 e restaurate nel 1997.
Diversi personaggi storici degne di nota sono sepolti nelle cripte della cattedrale, tra cui Vitoldo il Grande (1430), suo fratello Sigismondo (1440), suo cugino Švitrigaila (1452), Casimiro di Cracovia (1484), Alessandro Jagellone (1506) e due mogli di Sigismondo II Augusto: Elisabetta d'Asburgo (1545) e Barbara Radziwiłł (1551).
La cattedrale è stata convertita al secolarismo negli anni '50, per poi essere ripristinata come edificio religioso alla fine degli anni '80: si trattò di uno dei primi passi mossi dai lituani nel loro percorso di ripristino dell'indipendenza ottenuta nel 1990.

### Arsenali del castello

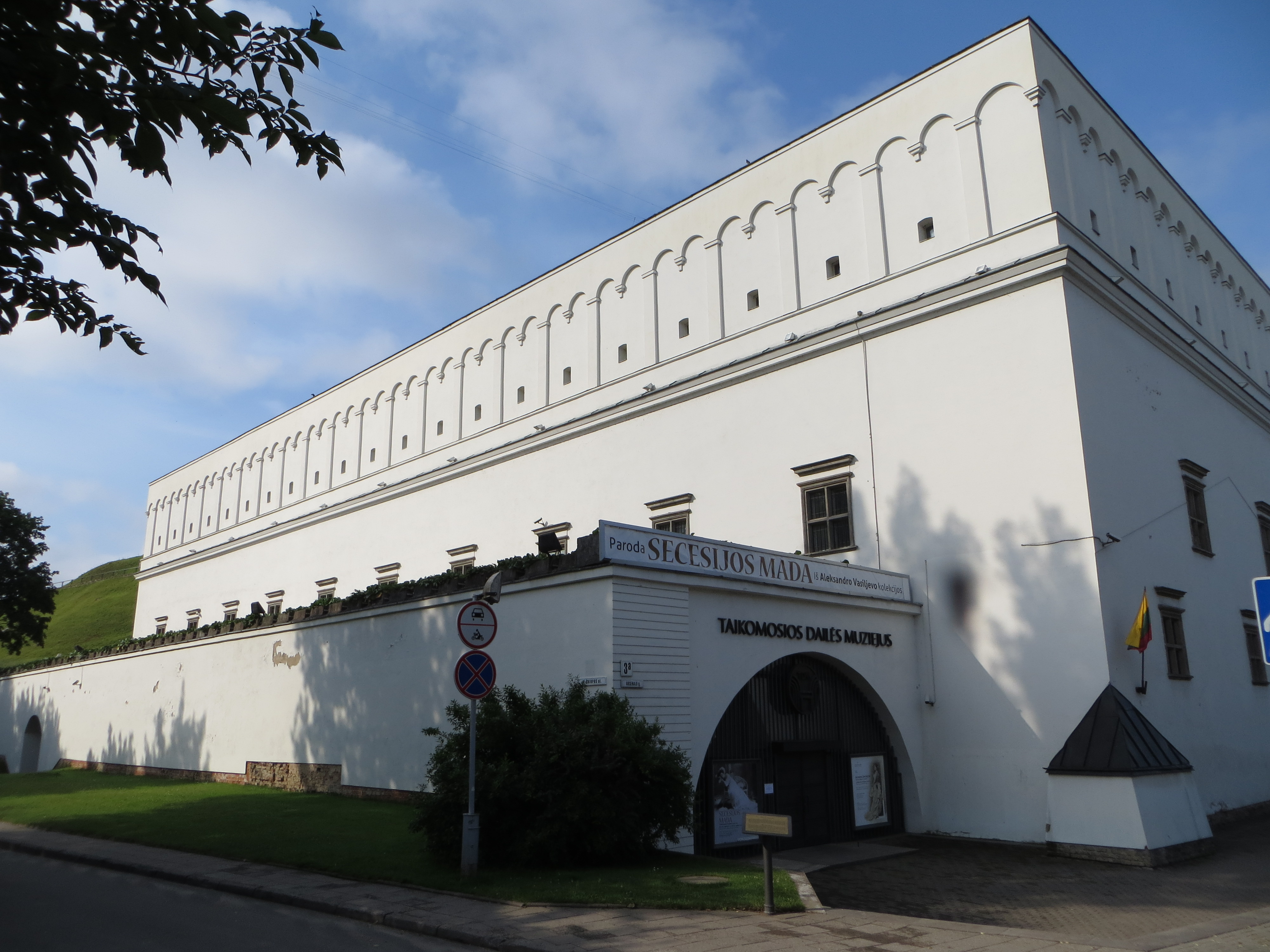
Vecchio arsenale

Il complesso dei castelli di Vilnius vantava due arsenali, quello "Nuovo" e quello "Vecchio", durante la sua storia. Il primo arsenale fu fondato nel XV secolo, durante il regno di Vitoldo il Grande. Ampliato durante il regno di Sigismondo il Vecchio, le manovre proseguirono per mano del figlio Sigismondo II Augusto. Durante una ricostruzione cinquecentesca, si procedette a realizzare una nuova ala; a metà del XVI secolo e all'inizio del XVII secolo ne furono costruite altre due. Secondo i resoconti contemporanei, il Vecchio Arsenale a quel tempo ospitava circa 180 cannoni pesanti.
Il Nuovo Arsenale fu invece istituito in uno dei più antichi edifici del castello nel XVIII secolo, per ordine del grande atamano di Lituania Michał Ogiński. Utilizzato per ospitare le guarnigioni nella capitale, questo risulta ben conservato; il suo muro esterno faceva parte del sistema di mura difensive. Nel XVI secolo la torre veniva utilizzata come punto di riferimento per le navi che solcavano il fiume Neris. L'arsenale ospitò in qualche occasione gli uffici amministrativi del castello.

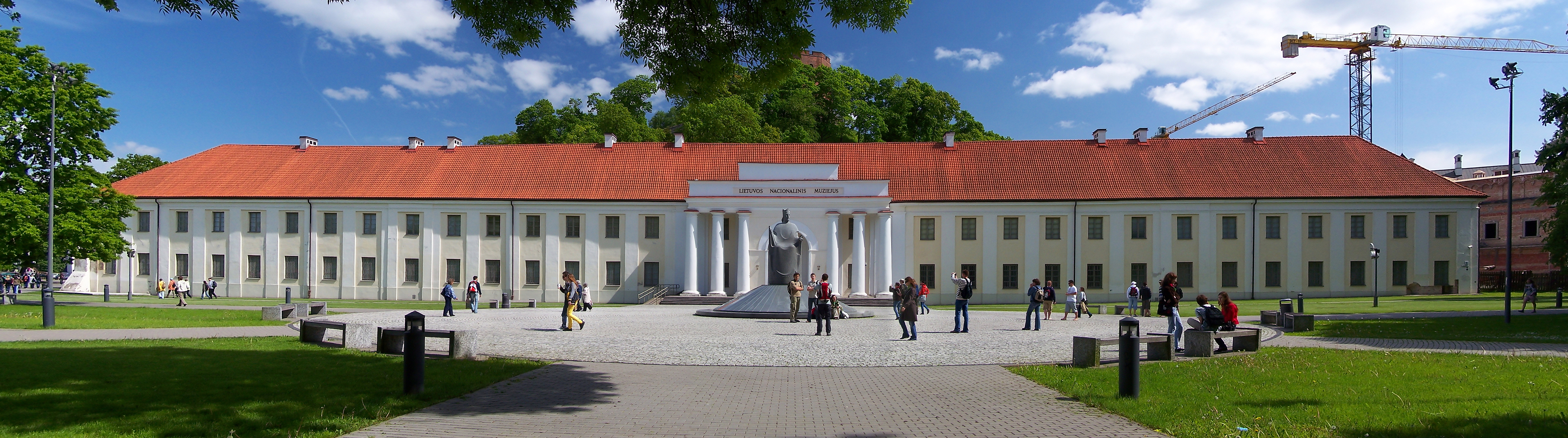
Nuovo Arsenale

Durante il dominio zarista, entrambe le strutture ospitavano soldati e materiale bellico. I danni subiti nel corso del secondo conflitto mondiale furono ingenti, ma alcune sezioni subirono interventi di restauro nell'immediato dopoguerra e nel 1987 e 1997. Gli arsenali, il cui riallestimento è stato curato dall'architetto Napoleonas Kitkauskas (1931), ospitano oggi il Museo di arte nazionale e il Museo nazionale della Lituania.

## Sviluppi moderni

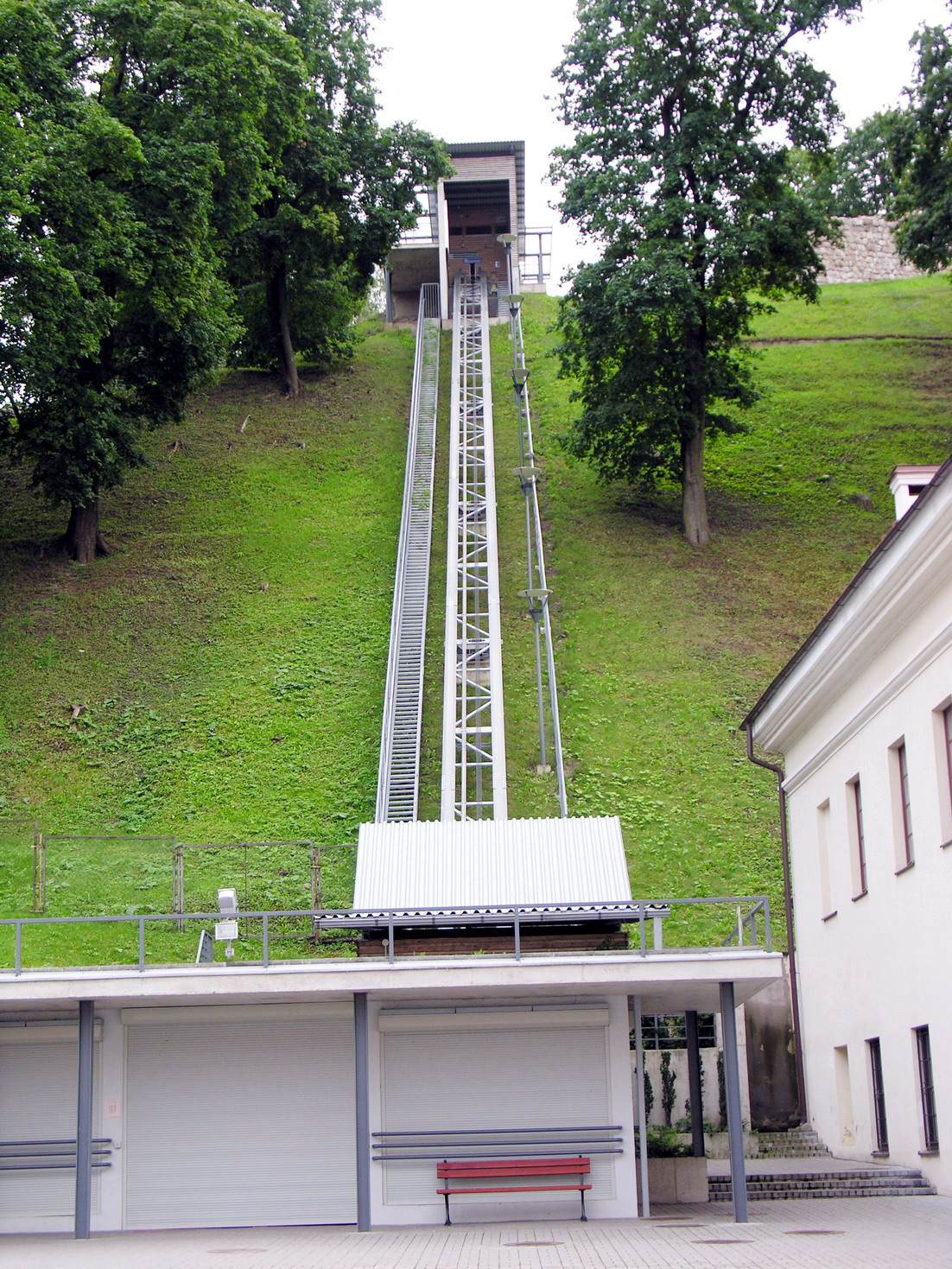
Funicolare della collina di Gediminas: fu inaugurata nel 2003

La torre di Gediminas si erge in maniera ben visibile nel panorama urbano della città vecchia. Una piattaforma di osservazione realizzata al suo vertice offre una discreta vista panoramica sulla capitale e nel 2003, nell'ambito delle celebrazioni inerenti al 750º anniversario dell'incoronazione di Mindaugas, la torre è stata resa più accessibile grazie alla costruzione di una funivia. Questa copre circa 70 metri, percorribili in 30 secondi di viaggio e può contenere sedici passeggeri. In cima alla torre, il 1º gennaio 1919, fu issato per la prima volta il tricolore lituano: per commemorare tale evento, il 1º gennaio è oggi nel Paese baltico il Giorno della Bandiera e il vessillo lituano viene innalzato cerimonialmente sulla torre, così come in altri grandi agglomerati della nazione. Il 7 ottobre 1988, nel corso delle tappe che portarono all'indipendenza, 100.000 persone si radunarono nel complesso dei castelli mentre la bandiera veniva rialzata. La torre e la collina sono conosciute per essere simboli della sovranità statale della Lituania e della lotta per l'indipendenza, riecheggiando una lunga tradizione in cui l'autonomia della città era dimostrata dalla bandiera che vi sventolava.
Dopo che i lavori di conservazione furono completati nella torre di Gediminas nel 1968, divenne una sezione del museo nazionale della Lituania. Il primo piano della struttura espone fotografie scattate a Vilnius durante il XIX e XX secolo e modelli dell'insediamento storico e del complesso dei castelli. Nel secondo piano si trovano bandiere usate dall'esercito di Vitoldo il Grande durante la battaglia di Grunwald, insieme ad armi autentiche impiegate dal XIII al XVIII secolo.
Altri edifici sopravvissuti nel complesso dei castelli ospitano gli uffici del museo nazionale della Lituania e dei suoi dipartimenti di archeologia e numismatica, nonché il museo di arte. Il luogo contiene circa un milione di manufatti, che coprono un ampio spettro storico: si varia infatti da reperti dell'epoca preistorica della Lituania, monete utilizzate nella storia della Lituania e un'ampia varietà di manufatti risalenti al Medioevo e successivi. Circa 250.000 turisti visitano il museo ogni anno.